# Edward Stratemeyer
Œuvres principales
- série Tom Swift
- série Les Frères Hardy
- série Alice
- série Une enquête des sœurs Parker
- série Les Joyeux Jolivet
- série Chris Cool

Edward Stratemeyer est un écrivain et éditeur américain né le 4 octobre 1862 à Elizabeth (New Jersey) et mort le 10 mai 1930 à Newark (New Jersey).
Il est surtout connu comme le créateur et le directeur du Stratemeyer Syndicate, une société d'édition regroupant sous un même nom de plume un collectif d'écrivains, qui a produit plus de quatre-vingts séries de romans pour la jeunesse dans le seul but de divertir le lecteur, chose inédite au début du XXe siècle.
Presque toutes les séries créées par Edward Stratemeyer ont connu un grand succès commercial : The Rover Boys (1899), The Bobbsey Twins (1904), Tom Swift (1910-2007), Les Frères Hardy (1927-1979), Alice (1929-présent), Une enquête des sœurs Parker (1934-1979), Les Joyeux Jolivet (1953-1970) et Chris Cool (1967-1969).

## Biographie
Edward Stratemeyer est le dernier-né des six enfants d'Henry Julius Stratemeyer et Anna Siegel, un couple d'émigrés allemands arrivé aux États-Unis en 1837 et installés à Elizabeth dans le New Jersey. Le père prend part à la ruée vers l'or de 1848, avant de revenir auprès de sa famille en 1851 et se lancer avec succès dans le commerce du tabac.
Après des études au lycée, Edward Stratemeyer travaille dans le magasin de son père. Il possède bientôt sa propre imprimerie et commence à écrire des nouvelles qu'il distribue à sa famille et à ses amis. Ayant tenté sans succès de vendre lui-même ses écrits au public, il décide finalement, en 1888, de vendre ceux-ci au journal pour enfants Golden Days. C'est ainsi que sa carrière professionnelle débute.
En 1891, il épouse Magdalene Van Camp (1868-1935), qui lui donnera deux filles : Harriet (1892-1982) et Edna Camilla (1895-2002). Il continue à vendre à des journaux les histoires qu'il écrit (westerns, nouvelles, séries, etc.) sous divers pseudonymes.
C'est en 1905 qu'il fonde sa propre société : le Stratemeyer Literary Syndicate. Il embauche des rédacteurs, principalement des journalistes, pour donner vie à des personnages de séries créés par lui. Il crée ainsi plus de quatre-vingts séries de romans pour la jeunesse, qui presque tous relatent les aventures d'adolescents. Les plus célèbres sont : Rover Boys (en) (1899), The Bobbsey Twins (1904), Tom Swift (1910), Les Frères Hardy (The Hardy Boys, 1927) et Alice (Nancy Drew, 1929).
À la mort d'Edward Stratemeyer le 10 mai 1930 d'une pneumopathie lobaire, le Stratemeyer Syndicate est reprise par ses deux filles, Harriet et Edna. Edna déménage en Floride peu de temps après, laissant les pleins pouvoirs à sa sœur Harriet, laquelle développera la compagnie et rédigera de nombreux romans pour la série-phare Alice et la série Les Sœurs Parker.

## Un procédé commercial novateur
Edward Stratemeyer met au point la technique qui consiste à produire de longues séries de livres en utilisant une équipe de rédacteurs indépendants, qui publiaient sous un même nom de plume, propriété de sa société, le Stratemeyer Syndicate.
Stratemeyer produisait de courts résumés d'intrigues qu'il envoyait à ses collaborateurs pour développer le récit, chacun rédigeant un nombre de chapitres et de pages convenu à l'avance. Chaque livre devait commencer par la présentation des personnages et devait être interrompu par un « cliffhanger » et un rappel des livres précédents de la série.
Contrairement aux habitudes de l'époque, ses ouvrages n'avaient d'autre but que le divertissement et non l'instruction ou la recherche d'une morale, ce qui était alors nouveau dans la littérature pour la jeunesse. Ses romans policiers accordaient beaucoup de place au mystère et idéalisaient les héros et les héroïnes, leur attribuant des valeurs « modernes ». Le prix modique des ouvrages (cinquante-cinq cinq cents) et le but purement divertissant des livres, ont fait exploser les ventes de la compagnie Stratemeyer Syndicate et ont donné du fil à retordre aux concurrents.
Le 12 mai 1930, deux jours après la mort d'Edward Stratemeyer, un article du New York Times annonçait que la seule série des Rover Boys « avait dépassé les cinq millions d'exemplaires ». Le journal The Newark Evening News datant du même jour écrivait : « des centaines de milliers de garçons à travers le monde, dont les jeunes esprits ont été émus par ses histoires de guerre, d'aventure et de combat pour la réussite, vont pleurer la mort de M. Stratemeyer ».
Parmi les auteurs qui ont travaillé pour le Stratemeyer Syndicate, on peut citer : Mildred Wirt Benson, Harriet Stratemeyer Adams, Leslie McFarlane, Walter Karig, W. Bert Foster, Elizabeth Ward, Camilla McClave, Lilian Garis, Andrew E. Svenson.

## Sources
- (en) Josephine Lawrence, Entretien avec Edward Stratemeyer, Newark Sunday Call, 9 décembre 1917.
- (en) Carol Billman, The Secret of the Stratemeyer Syndicate: Nancy Drew, The Hardy Boys and the Million Dollar Fiction Factory, Ungar, New York, 1986.
- (en) Deidre Johnson, Edward Stratemeyer and the Stratemeyer Syndicate, Twayne, New York, 1993.
- (en) Brenda Lange, Edward Stratemeyer : Creator of the Hardy Boys and Nancy Drew, coll. Who Wrote That?, Facts on File, janvier 2004  (ISBN 0791076210).
- (en) Biographie détaillée d'Edward Stratemeyer sur le site de Jennifer Furlong, German-American business biographies, City University de New York, 16 décembre 2013.
- (en) Biographie succincte de Edward Stratemeyer sur online-literature.com